# IROC VII
La septième édition de l'International Race of Champions, disputée en 1979 et 1980, a été remportée par l'Américain Bobby Allison. Tous les pilotes  conduisaient des Chevrolet Camaro.

## Courses de l'IROC VII
Course qualificative pour les pilotes de NASCAR
| Date         | Lieu     | Vainqueur         | Nationalité | Championnat d'origine |
| 16 juin 1979 | Michigan | Neil Bonnett (en) | États-Unis  | Winston Cup (NASCAR)  |

- Pilotes qualifiés: Neil Bonnett (en), Bobby Allison, Darrell Waltrip, Buddy Baker.
- Pilotes éliminés: Cale Yarborough, Benny Parsons, Dale Earnhardt, Donnie Allison

Course qualificative pour les pilotes du CART
| Date              | Lieu     | Vainqueur       | Nationalité | Championnat d'origine |
| 15 septembre 1979 | Michigan | Gordon Johncock | États-Unis  | CART                  |

- Pilotes qualifiés: Gordon Johncock, Bobby Unser, Rick Mears, Johnny Rutherford.
- Pilotes éliminés: Wally Dallenbach, Mike Mosley, Tom Sneva, Danny Ongais

Course qualificative pour les pilotes de circuits routiers (Formule 1 et Endurance)
| Date            | Lieu      | Vainqueur      | Nationalité | Championnat d'origine |
| 27 octobre 1979 | Riverside | Mario Andretti | États-Unis  | Formule 1 (FIA)       |

- Pilotes qualifiés: Mario Andretti, Peter Gregg, Don Whittington, Clay Regazzoni.
- Pilotes éliminés: Alan Jones, John Watson, Keke Rosberg, Emerson Fittipaldi

Courses finales
| Date            | Lieu      | Vainqueur       | Nationalité | Championnat d'origine |
| 28 octobre 1979 | Riverside | Darrell Waltrip | États-Unis  | Winston Cup (NASCAR)  |
| 15 mars 1980    | Atlanta   | Bobby Allison   | États-Unis  | Winston Cup (NASCAR)  |

## Classement des pilotes
| Classement | Pilote            | Pays       | Championnat          | Gains (en $) |
| ---------- | ----------------- | ---------- | -------------------- | ------------ |
| 1er        | Bobby Allison     | États-Unis | Winston Cup (NASCAR) | 75 000       |
| 2e         | Darrell Waltrip   | États-Unis | Winston Cup (NASCAR) | 35 000       |
| 3e         | Rick Mears        | États-Unis | CART                 | 22 000       |
| 4e         | Gordon Johncock   | États-Unis | CART                 | 21 000       |
| 5e         | Mario Andretti    | États-Unis | Formule 1 (FIA)      | 20 000       |
| 6e         | Johnny Rutherford | États-Unis | CART                 | 19 000       |
| 7e         | Neil Bonnett (en) | États-Unis | Winston Cup (NASCAR) | 18 000       |
| 8e         | Don Whittington   | États-Unis | IMSA                 | 17 000       |
| 9e         | Bobby Unser       | États-Unis | CART                 | 15 500       |
| 10e        | Buddy Baker       | États-Unis | Winston Cup (NASCAR) | 15 500       |
| 11e        | Peter Gregg       | États-Unis | IMSA                 | 15 500       |
| 12e        | Clay Regazzoni    | Suisse     | Formule 1 (FIA)      | 15 000       |